# رود اوکا
اوکا رودخانه‌ای در مرکز روسیه است که بزرگترین شاخه (انشعاب) سمت راست ولگا محسوب می‌شود. این رودخانه در مناطقی چون استان اریول، استان تولا، استان ریازان، استان کالوگا، استان ولادیمیر و استان نیژنی نووگورود جریان دارد و قسمت اعظم آن از نزدیک سرچشمه گرفته تا شهر کالوگا قابل کشتیرانی است. طول این رودخانه بالغ بر ۱٬۵۰۰ کیلومتر است. پایتخت روسیه مسکو، در یکی از شاخه‌های فرعی اوکا، رود مسکو قرار گرفته‌است.